# Kolizijska zona
Kolizijska zona nastaje kada se tektonske ploče koje nose kontinentalnu litosferu susreću na konvergentnoj granici. Kontinentalna litosfera obično se ne subducira zbog svoje relativne niske gustoće te zbog toga dolazi do složenog područja orogoneze koje uključuje nabiranja i navlačenja dok se blokovi kontinentalne kore gomilaju iznad zone subdukcije.